# Roll the Bones
Albums de Rush
Presto
(1989) Counterparts
(1993)

Paru à la fin de l'été 1991, Roll the Bones est le quatorzième album studio du groupe rock canadien Rush.

## Liste des titres
| No  | Titre                                                    | Durée |
| --- | -------------------------------------------------------- | ----- |
| 1.  | Dreamline                                                | 4:36  |
| 2.  | Bravado                                                  | 4:35  |
| 3.  | Roll the Bones                                           | 5:30  |
| 4.  | Face up                                                  | 3:53  |
| 5.  | Where's my Thing? (Part IV - Gangsters of Boats Trilogy) | 3:49  |
| 6.  | The Big Wheel                                            | 5:13  |
| 7.  | Heresy                                                   | 5:25  |
| 8.  | Ghost of a Chance                                        | 5:19  |
| 9.  | Neurotica                                                | 4:40  |
| 10. | You bet your Life                                        | 5:00  |

## Membres du groupe
- Geddy Lee - Basse, Synthétiseurs, Moog Taurus Chant
- Alex Lifeson - Guitares électriques et acoustiques, Moog Taurus
- Neil Peart - Batterie, Percussions électroniques

## Personnel additionnel
- Rupert Hine : Claviers additionnels, chœurs
- Joe Berndt : Effets sonores digitaux